# Tunneldiode

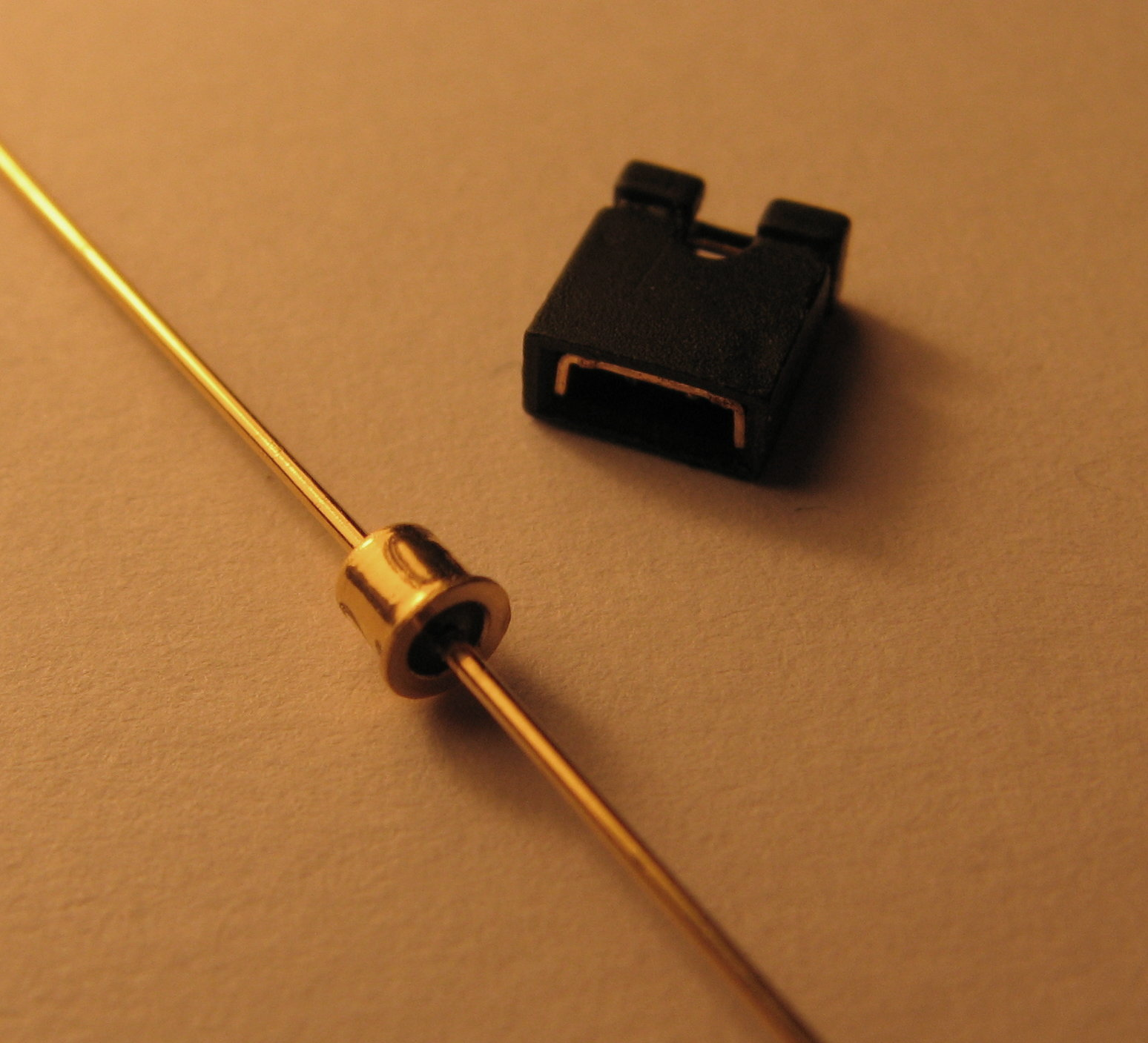
Tunneldiode vom Typ 1N3716 (links). Rechts oben ein Jumper mit ca. 3 mm zum Größenvergleich

Die Tunneldiode, 1957 entdeckt vom japanischen Wissenschaftler Leo Esaki (deshalb auch Esaki-Diode genannt), ist ein Hochfrequenz-Halbleiterbauelement, das in bestimmten Spannungsbereichen einen negativ differentiellen Widerstand darstellt. Das heißt, in diesem Bereich führt eine ansteigende Spannung zu einer absinkenden Stromstärke, anstatt – wie in allen gewöhnlichen Materialien – zu einer ansteigenden Stromstärke. Zum Beispiel kann damit ein angeschlossener Schwingkreis entdämpft werden (Oszillator). Sie gehört daher zu den aktiven dynamischen Bauelementen.

## Aufbau

Strom-Spannungscharakteristik einer Tunneldiode

Sie besteht aus einem p-n-Übergang, bei dem beide Seiten stark dotiert sind. Eine Vielzahl kommerziell genutzter Tunneldioden wird aus einer n-dotierten Germanium- oder Galliumarsenid-Schicht hergestellt, in die eine kleinere Schicht aus Indium einlegiert wird (auch Indiumpille genannt). Auch Silizium und Galliumantimonid wurden schon zur Herstellung genutzt, allerdings ist es bei Verwendung dieser Materialien schwierig, eine akzeptable Gütezahl (ein großes Verhältnis {\displaystyle I_{P}/I_{V}}) zu erreichen.
Die Dotierung der p- und der n-Seite wird so hoch gewählt, dass sie über den effektiven Zustandsdichten Nv und Nc liegen. Die Zustandsdichten liegen in Bereichen zwischen 1019 und 1021 cm−3. Somit sind die Halbleitergebiete entartet. Die Fermi-Energie liegt im Leitungsband des n-Halbleiters und im Valenzband des p-Halbleiters. Das bedeutet, dass sich mit Elektronen besetzte und unbesetzte Bereiche auf (fast) gleichem Potenzial (Energieniveau) befinden, wodurch der Tunneleffekt eintritt. Wegen der hohen Dotierungen auf beiden Seiten ist die Breite der Sperrschicht W bei Nullvorspannung kleiner als 10 nm. Deswegen erreicht das elektrische Feld in dieser Region Werte von mehr als 106 V/cm. Die allgemeine Formel für die Sperrschichtbreite ist:
{\displaystyle W={\sqrt {\frac {2\cdot \varepsilon _{\mathrm {H} }\left(U_{\mathrm {D} }-U\right)\cdot \left(N_{\mathrm {A} }+N_{\mathrm {D} }\right)}{q\cdot N_{\mathrm {A} }\cdot N_{\mathrm {D} }}}}}
In dieser Formel sind εH die Permittivität des Halbleiters, UD ist die Diffusions- und U die angelegte Spannung, q ist die Elementarladung und NA und ND Akzeptor- und Donator-Konzentrationen.
Die obige Grafik zur Strom-Spannungscharakteristik zeigt das kennzeichnende Merkmal der Tunnel-Diode, dass sie im Bereich {\displaystyle U_{P}<U<U_{V}} einen negativ differentiellen Widerstand darstellt, der in diesem Spannungsbereich, anders als gewöhnliche Materialien, bei ansteigender Spannung zu einer absinkenden Stromstärke führt.
Eine ähnliche Funktion, aber mit einem größeren Betriebsbereich, weisen Lambda-Dioden auf, welche durch eine einfache elektronische Schaltung, bestehend aus JFETs, nachgebildet werden können.

## Lebensdauer
Germanium-Tunneldioden sind sehr temperaturempfindlich und können beim unvorsichtigen Löten bereits soweit degradieren, dass sie funktionsunfähig werden.
Sowohl Germanium- als auch GaAs-Tunneldioden sind empfindlich auf Überlastung. Im Besonderen altern GaAs-TD innerhalb von Monaten bis zur Unbrauchbarkeit, wenn sie bis in den Bereich der normalen Durchlassspannung mit Ip betrieben werden, auch wenn die zulässige Verlustleistung nicht überschritten wird.
Faustformel für die Grenze für sicheren Betrieb:
{\displaystyle {\frac {I_{\mathrm {avg} }}{C_{j}}}={\frac {0{,}5\,\mathrm {mA} }{\mathrm {pF} }}}
- Iavg: Mittlerer Betriebsstrom
- Cj: Sperrschichtkapazität

## Anwendungen

Schaltzeichen

Tunneldioden können bei sehr hohen Frequenzen als Verstärker (bis zu einigen 10 GHz), Schalter und Oszillatoren (bis zu 100 GHz) benutzt werden. Das liegt an dem trägheitsfreien quantenmechanischen Tunnelprozess, der in der Strom-Spannungs-Charakteristik zu erkennen ist.
Supraleitende Tunneldioden können als Phononenemitter oder Phononendetektor verwendet werden.